# Crisi istituzionale di Samoa del 2021
La crisi istituzionale di Samoa inizia dopo le elezioni dell'aprile del 2021 in cui i due candidati, Sa'ilele Malielegaoi e Naomi Mata’afa, si contestano per la carica di primi ministri di Samoa dando l'inizio della crisi il 22 maggio dello stesso anno tra i due partiti il Vaega Faaupufai e Puipuia Aia Tatau a Tagata e Faʻatuatua i le Atua Samoa ua Tasi.

## Antefatti
Lo Speaker del Fono rifiuta di aprire la seduta e Naomi Mata'afa tiene la seduta fuori dal parlamento per farsi riconoscere il 24 maggio come Primo ministro dai 25 deputati del FAST più uno indipendente.
Secondo la Corte Suprema di Samoa è legittima la nomina a Fiame Naomi Mata’afa, nonostante il parere contrario del Capo di Stato di Samoa (O le Ao o le Malo) Va'aletoa Sualauvi II.
Per Samoa è la prima volta che una donna amministra la nazione insulare.
Il 23 luglio termina la crisi che la Corte Suprema ed il Capo dello Stato riconosce il governo della prima ministra Fiamē Naomi Mataʻafa.

## Reazioni internazionali
- Australia: Il ministro degli esteri australiano Marise Payne ha invitato tutte le parti a "rispettare lo stato di diritto e i processi democratici".[9]
- Micronesia: Dopo la cerimonia di giuramento, gli Stati Federati di Micronesia sono diventati il primo governo a riconoscere la nuova amministrazione.[10][11]
- Isole Marshall: In seguito, il governo delle Isole Marshall si unisce insieme a Palau ed agli Stati Federati di Micronesia nel riconoscere il governo FAST.[12]
- Nuova Zelanda: Il primo ministro neozelandese Jacinda Ardern ha invitato Samoa a mantenere e sostenere lo stato di diritto, nonché a rispettare l'esito democratico delle elezioni. Ardern ha aggiunto che la Nuova Zelanda ha "completa fiducia nelle istituzioni di Samoa".[13]
- Palau: Il 27 maggio 2021, Palau è diventato il secondo governo a riconoscere la legittimità dell'amministrazione di Mata'afa.[14]
- Nazioni Unite: Il Segretario generale delle Nazioni Unite "esorta i leader di Samoa a trovare soluzioni all'attuale situazione politica attraverso il dialogo".[15]
- Forum delle isole del Pacifico: Il segretario generale del Pacific Islands Forum, Henry Puna, ha affermato che il Forum è pronto a offrire aiuto se necessario e ha invitato tutte le parti a perseguire mezzi pacifici per risolvere le loro difficoltà.[16]